# モスコーヴィエン国家弁務官区

モスコーヴィエン国家弁務官区
Reichskommissariat Muscovia (ドイツ語)

計画していた領地の中で、ドイツ軍が占領していた土地。

モスコーヴィエン国家弁務官区 (ドイツ語: Reichskommissariat Muscovia、ロシア語: Рейхскомиссариат_Московия) は、第二次世界大戦中にナチス・ドイツが当時ソ連領だったヨーロッパ・ロシアの大部分に設立しようとした国家弁務官区。
最初は、ルスラント国家弁務官区(Reich Commissariat of Russia)として、計画されていた。しかしながら、その後、ナチス・ドイツの方針のもと、ロシアの占領地を区分けするのと同時に、名前も変えられた。
計画上、ジークフリート・カッシェが、それの国家弁務官になる予定であった。だが、ドイツ国防軍による、AA線までのロシアの占領と、国家弁務官区の設置は白紙に終わることになった。

## 計画

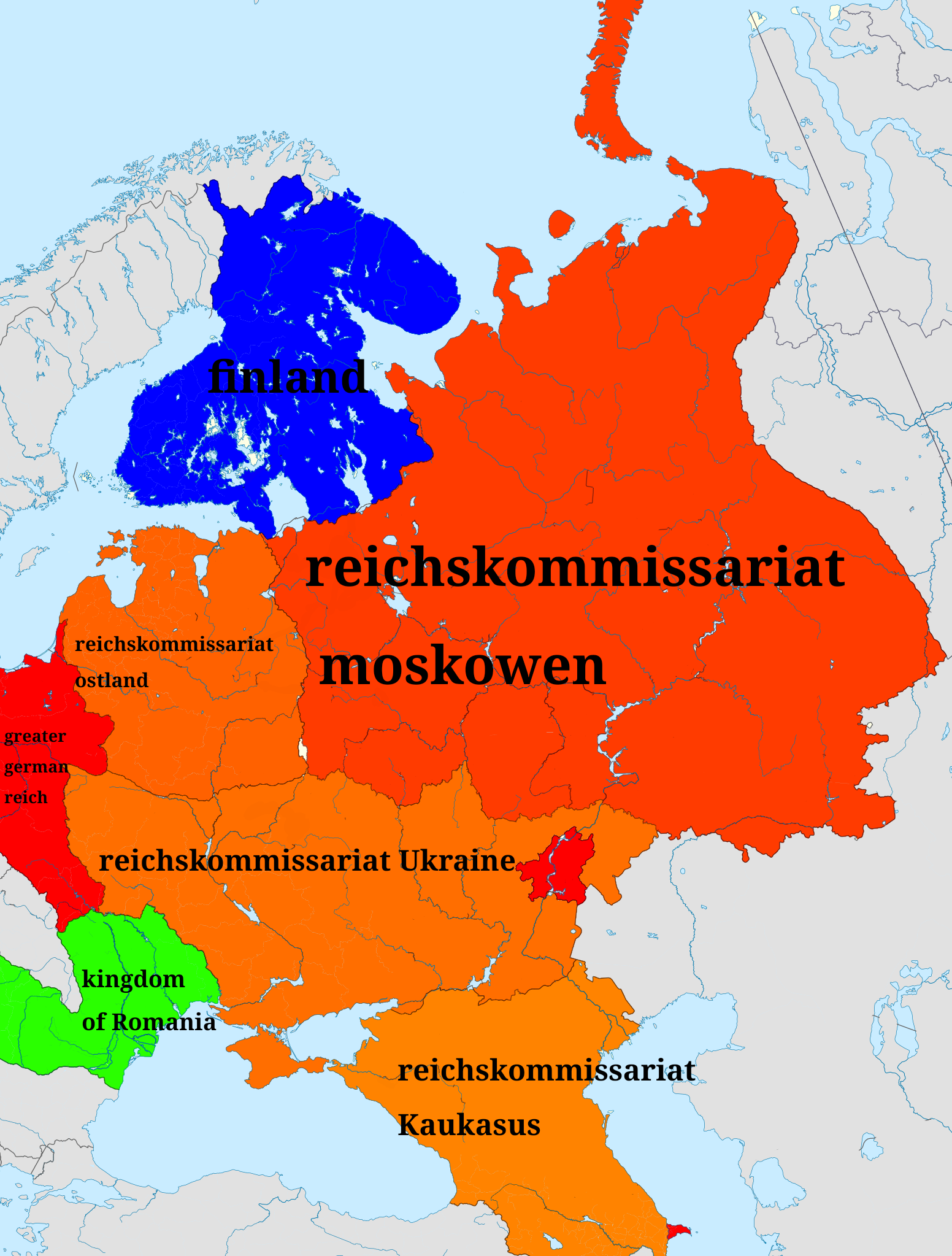
国家弁務官区の計画図

ロシアをゲルマン化するため計画された4つの国家弁務官区の一つで、カウカーズース国家弁務官区ができる予定だったコーカサス地方やウクライナ国家弁務官区に編入される予定であったロストフ州、ヴォルゴグラード州などのエリア、フィンランドに編入される予定だった大フィンランドの一部に当たるカレリアやコラ半島を除くヨーロッパロシアに設立される予定だった。当初はロシア国家弁務官区と呼ばれていた。
1941年6月22日にバルバロッサ作戦が開始されるとドイツ軍は赤軍を圧倒したが、計画していた領域を占領できず、モスクワの戦いで敗北してからは押されていき、この計画は頓挫した。

## 人物
東部占領地域大臣のローゼンベルクはエーリヒ・コッホをモスコーヴィエンの国家弁務官に任命したがコッホは却下し、彼はウクライナの国家弁務官となった。代わりにヴィルヘルム・クーベを国家弁務官に就かせようとしたが、彼をその地位に就かせるには年齢が高すぎると判断したため(クーベは当時50代半ばだった)、この案は却下された。(代わりにオストラントの白ロシア地区の行政委員に任命された。) そのためザグレブ駐在のドイツ特使であるジークフリート・カッシェが選ばれた。

## 計画上の占領地
計画された占領地には、ウラル山脈までの間のヨーロッパロシアの大部分が含まれている（ただ、一部地域には、ウラル山脈の東方までもが含まれており、エカテリンブルクまでもが含まれている）。また、モスコーヴィエン国家弁務官区との区切りとしては、フィンランド、バルト三国、ベラルーシとウクライナである。ロシアの一部区域である、コーカサスについては、別にカウカーズース国家弁務官区が占領と統治をすることとなる。更に、残りの南部はウクライーネ国家弁務官区を東方に伸ばしてカザフスタンの国境までつなげる予定でもあった。また、この国家弁務官句が更に小さくなる計画としては、オストラント国家弁務官区に、プスコフ、スモレンスクそして、レニングラードを統治させ、東カレリアそして、コラ半島を、フィンランドに割譲するものである。このことから、中世のモスクワ大公国が統治していた領土のほとんどを統治することとなる。最終的に、西側の国境を接するのは、オストランド国家弁務官区とフィンランド、海としては、大西洋である。東側の国境を接するのは、ウラル山脈とウラル川であり、南部は、ウクライーネ国家弁務官区である。